# Asbjørn Hansen
Asbjørn Hansen (Sarpsborg, 1930. május 29. – Sarpsborg, 2017. március 25.) válogatott norvég labdarúgó, kapus.

## Pályafutása
1948 és 1958 között az IL Sparta labdarúgója volt, ahol egy norvég kupa-győzelmet ért el a csapattal. 1958 és 1962 között a Sarpsborg FK együttesében játszott. 1952 és 1961 között 52 alkalommal szerepelt a norvég válogatottban.

## Sikerei, díjai
IL Sparta
- Norvég kupa
  - győztes: 1953